# هوسوی هیشو
هوسوی هیشو (به ژاپنی: 細井 平洲 Hosoi Heishu); ۱ ژانویهٔ ۱۷۲۸ – ۱ ژانویهٔ ۱۸۰۱) فیلسوف اهل ژاپن در دوره ادو بود.